# 雅灰乡
雅灰乡，是中华人民共和国贵州省黔东南苗族侗族自治州丹寨县下辖的一个乡镇级行政单位。

## 行政区划
雅灰乡下辖以下地区：
雅灰村、排寿村、瓮邦村、乌棉村、送陇村、叮咚村、羊高村、羊场村、杀益村、杀高村、夺鸟村和上从村。

## 中国传统村落
2013年8月，送陇村被评为第二批中国传统村落。